# 摩訶摩訶
《摩訶摩訶》（まかまか）是日本漫畫家美川べるの創作的日本漫畫作品。於角川書店的漫畫雜誌《Young Ace》2009年4月號至2012年1月號期間連載，並於同出版社的《四格Nano ACE》第1號開始連載。單行本全4卷。中文版由台灣角川代理。

## 故事簡介
本作為描寫見不得別人好的國語老師和充滿個性的女學生們互動的搞笑漫畫。作品中包含了具有特殊能力的角色、女裝角色、個性有問題的角色、少數吐槽角色、經常被整的千金小姐、偽裝成忠臣的整人角色，是美川べるの作品中常見的角色構成。

## 登場人物

### 教師
速見 敦志
國語教師。活了34年都交不到女朋友，讓他變的無法信任女性。擔任回家社顧問，常被美咲為首的女學生小團體耍著玩。個性負面、陰險，而且還很孩子氣，常隨便亂發言，很容易就生氣，很難和他相處。當美咲裝傻時，會毫不留情的吐槽。認為帥哥和感情生活豐富的人都是敵人，常針對此做出教師不應該有的發言，也很討厭聖誕節等情侶喜歡的活動。討厭充滿時尚風格的店，程度甚至到排隊結帳會讓他產生全身流血的排斥反應。對沒興趣的事情毫不關心，完全不記得學生的名字。有嚴重的中二病，有時會沉浸在自己有特殊能力的妄想當中。特殊技能是「敦志耳」，能夠從各種雜音中挑出罵自己的話。神經質的個性，反而讓他變的擅長打掃。
比起感情生活豐富的人，更討厭妖怪，談到要試膽時還不惜撞破玻璃跳窗逃跑，連看起來像幽靈的可愛玩偶都會害怕，甚至最後還要靠著流行物品尋求藉慰。晚上在學校中被從背後搭話，就會嚇到昏倒，禁不起任何打擊。
對同人誌異常的了解。
奈月 和也
美術老師。宿舍房間在速水隔壁，速見常到他家吃飯，或是擅自在他家洗澡，回家社員看穿這點，擅自在浴室裡放了薔薇入浴劑。長相俊帥且感情生活豐富，不管說什麼會大概都會惹速見生氣。

### 回家社社員
回家社有社團教室，是以美咲亞彌為首的同好會。回家社成員不是不想參加社團的學生，而是想在回學校前在學校渡過的學生，只要是有趣的事，都在社團活動的範圍內。回家社藉由協助學生會與其他社團，取得使用社團教室的權利。雖然作品中把5名成員當成問題學生，但除了美咲外，很少引發問題，其他社團常常找回家社幫忙，但只要找美咲幫忙，最後常會產生問題。社團教室還算寬敞，但因為成員都不會整理，內部亂成一團。
美咲 亞彌
17歲，自成萌系少女，臉上總帶著不自然的微笑。外表不差，但因為思考邏輯異於常人，說的話都很莫名其妙。同班同學似乎對他敬而遠之。回家社5人組的領導人。臉上永遠帶著微笑，就算是生氣也只有眉毛位置會有所改變。基本上什麼都會，不過做料理時不管用什麼材料，蓋上蓋子後，就會隨機變成其他料理，有時候連料理都不是。不管變成什麼料理都美味的要命，但怎麼吃都都吃不出是什麼味道。自稱「除了個性以外都十分完美」，速見也同意這個說法。與教師對話時，不用「老師」而是直接用名子加上先生稱呼（偶爾會用大叔稱呼速見）。移動時手腳常沒有任何動作，或是做出奇怪的動作，讓人無法理解。
桃井 乃乃
五人組中最矮的成員，因為常唸東唸西，很會照顧別人，加上擅長的料理是醃製食品等家庭食品，讓大家都稱呼他「老媽」。存在感薄弱，很少有戲份，很怕自己哪一天會被遺忘。經常穿不合身的衣服，袖子比手臂還要長很多。步伐很小，故常讓別人背著她移動。
小鳥遊 真樹
興趣是收集沐浴組和逛街的女裝少年。在自我介紹時公開表示自己是男生，因此同學知道他是男生的可能性很大。女裝並不是因為認為自己是女性，而是想要成為看起來像女生的男生。家裡很有錢，能靠著財力裝成女生就讀女校。穿泳裝時不會做任何特殊處理。
桐生 沙有
傲嬌吐槽角色。頭髮束成雙馬尾，外表為典型的傲嬌，個性也和外表相符，單因為沒有喜歡的對象，所以幾乎沒有傲嬌台詞。常在速見和美咲有異常行為時出來勸阻。
牧島 昴
對班導速見一見鍾情的少女。能對速見扭曲的個性和沒用的表現作出樂觀解釋，雖然解釋有一部份是對速見的真實個性有所了解所做出的評論，但也有很大一部分的妄想混在其中。常用各種方式想吸引速見，但因為速見不信任女性，完全不被速見接納。對速見盲從的程度甚至連美咲都認為她沒救了。

### 同班同學
近衛 柚
單方面敵視美咲的勁敵角色，不斷利用有錢人家千金的財力妨礙美咲，但因為頭腦不好而經常失敗。因為速見是第一個認同她的人，對他有好感，但並沒有自覺。
一之瀨 明里
近衛的部下，妹系角色。
二宮 彼方
近衛的部下，個性內向。帶著眼鏡，用僕自稱。雖然本人不斷否定，但在第3集時被發現其實是女裝少年，而被真樹當成競爭對手。
三峰 都貴子
近衛的部下，自稱笨拙角色。假裝順從近衛，實際上是把她耍著玩。就把近衛當白癡耍著玩這點上和美咲利害一致，時常站在美咲這邊。
風間 芽依
學生會會長，褐色肌膚的巨乳角色，速見把她和副會長稱為「動畫般的人物」。個性熱血，聽到很酷的台詞時經常會失控。
一迅 冬牙
學生會副會長，隨身攜帶木刀。很少說話，感性有點異常，被稱為動畫般的人物時會害羞。
木靈 瑞木
速見負責的2-C班的學生，遮住自己的一隻眼睛。還沒有從中二病中康復過來。
亞理明&麻利安
2-C班的學生，同性戀情侶。髮型分別像洋蔥和長蔥，被速見稱為「很像蔥的人物」及「百合蔥」。
校長
對推銷學校不遺餘力，但因為不會看場合又很愛現，在宣傳影片中不斷出現他的臉部特寫。

## 出版書籍
| 冊數 | 角川書店      | 角川書店               | 台灣角川       | 台灣角川               |
| 冊數 | 發售日期      | ISBN                   | 發售日期       | ISBN                   |
| ---- | ------------- | ---------------------- | -------------- | ---------------------- |
| 1    | 2010年8月4日  | ISBN 978-4-04-854507-5 | 2011年10月26日 | ISBN 978-986-287-423-3 |
| 2    | 2010年12月4日 | ISBN 978-4-04-715597-8 | 2012年2月6日   | ISBN 978-986-287-539-1 |
| 3    | 2011年7月4日  | ISBN 978-4-04-715726-2 | 2012年4月25日  | ISBN 978-986-287-670-1 |
| 4    | 2012年4月2日  | ISBN 978-4-04-120188-6 | 2012年11月3日  | ISBN 978-986-325-043-2 |